# Эруин (округ)
Э́руин (англ. Irwin County) — округ штата Джорджия, США. Население округа на 2000 год составляло 9931 человек. Административный центр округа — город Осилла.

## История
Округ Эруин основан в 1818 году.

## География
Округ занимает площадь 924.6 км2.

## Демография
Согласно Бюро переписи населения США, в округе Эруин в 2000 году проживало 9931 человек. Плотность населения составляла 10.7 человек на квадратный километр.